# Sidney Webb
Sidney Webb, född 13 juli 1859 i London, död 13 oktober 1947 i Liphook, Hampshire, var en brittisk socialistisk reformator. Han var en av de mest betydelsefulla tidiga fabianerna och medverkade till bildandet av London School of Economics. Han var sedan 1892 gift med Beatrice Webb.

## Biografi
Webb blev tjänsteman vid Londons kommunalförvaltning 1875, övergick i statstjänst 1878 och var anställd vid kolonialdepartementet 1881–1891; sistnämnda år avgick han för att helt ägna sig åt offentliga förtroendeuppdrag och åt sin skriftställarverksamhet. Han invaldes 1892 och flera gånger i grevskapsrådet för London, blev ordförande i styrelsen för stadens tekniska undervisningsanstalter samt ledamot i ett flertal kommunala och statliga kommittéer, bland annat för lagstiftning angående fackföreningar, i vilket ämne han förblev ett slags halvofficiell rådgivare åt de följande regeringarna. 1885 ingick han i "Fabian Society", till vars ledande män han snart kom att räknas. 
Webb var initiativtagare till och grundläggaren av London School of Economics och titulär professor i förvaltningsrätt vid densamma. Han blev 1924 ledamot av Privy Council och var januari till november 1924 handelsminister i Ramsay MacDonalds ministär. Han tillhörde Labourpartiet och invaldes 1922 som ledamot av underhuset.
Webb skrev många av Fabianska sällskapets småskrifter, från n:r 5 "Facts for Socialists" (1887; "Socialismens historiska grundval"). Till mest kända arbeten hör Socialism in England (1890), The Eight Hours Day (1891; tillsammans med H. Cox), The London Programme (1892), Labour in the Longest Reign (1897), London Education (1904), Grants in Aid (1911), Towards Social Democracy? (1916), The Works Manager Today (1917), A Constitution for the Socialist Commonwealth of Great Britain (1920), Consumers' Cooperative Movement (1921) och Decay of Capitalist Civilisation (1923). Bland hans många tidskriftsartiklar märks en uppsats om bankväsendets förstatligande (1918). 
Makarna Webb skapade tillsammans sina mest betydande arbeten: The History of Trade Unionism (1894; nya upplagor 1902 och 1920; "Fackföreningsrörelsens historia i England"), Industrial Democracy (1897), ett erkänt standardarbete om engelska fackföreningsrörelsens teorier och metoder, vilket följdes av mindre, polemiska skrifter mot moderna, syndikalistiska tendenser inom arbetarrörelsen, Problems of Modern Industry (1898), History of Liquor Licensing (1903), English Local Government (1906–13), English Poor Law Policy (1910) och The Prevention of Destitution (1916).